# Henclová
Henclová és un poble i municipi d'Eslovàquia. Es troba a la regió de Košice, a l'est del país.

## Història
La primera referència escrita de la vila data del 1344.

## Demografia
| Godina             | 1994 | 2004    | 2014    | 2024 |
| ------------------ | ---- | ------- | ------- | ---- |
| Nombre de persones | 148  | 118     | 101     | 101  |
| Diferència         |      | −20,27% | −14,40% | +0%  |

| Godina             | 2023 | 2024 |
| ------------------ | ---- | ---- |
| Nombre de persones | 100  | 101  |
| Diferència         |      | +1%  |